# M69
M69 (NGC 6637) е кълбовиден звезден куп, разположен в съзвездието Стрелец. Открит е от Шарл Месие на 31 август 1780, през същата нощ, в която открива М70.
Купът се намира на 29 700 св.г. от Земята.